# Резиденція (село)
Резиде́нція (рос. Резиденция) — село у складі Охотського району Хабаровського краю, Росія. Адміністративний центр та єдиний населений пункт Резидентського сільського поселення.

## Населення
Населення — 121 особа (2010; 221 у 2002).
Національний склад (станом на 2002 рік):
- росіяни — 91 %